# Alteutha litoralis
Alteutha litoralis is een eenoogkreeftjessoort uit de familie van de Peltidiidae. De wetenschappelijke naam van de soort is voor het eerst geldig gepubliceerd in 1968 door Pallares.